# Tarka szövőlepkefélék
A tarka szövőlepkefélék (Endromidae) a valódi lepkék (Glossata) Bombycoidea öregcsaládjának egyik családja. A család egyetlen faja sokáig a tarkaszövő (Endromis versicolora) volt. A taxont az utóbbi időben több szerző jelentősen kibővítette; egyesek szerint akár nyolc neme is lehet:
- Andraca
- Endromis
- Falcogona Zolotuhin, 2007
- Mirina
- Mustilia Walker, 1865
- Mustilizans J.K. Yang, 1995
- Oberthueria Kirby, 1892
- Prismosticta Butler, 1880
- Pseudandraca Miyata, 1970 — más rendszerek ezeket egyéb családokba (többnyire a selyemlepkefélékhez) sorolják.

## Fordítás
- Ez a szócikk részben vagy egészben  az   Endromidae című angol Wikipédia-szócikk ezen változatának fordításán alapul.  Az eredeti cikk szerkesztőit annak laptörténete sorolja fel. Ez a jelzés csupán a megfogalmazás eredetét és a szerzői jogokat jelzi, nem szolgál a cikkben szereplő információk forrásmegjelöléseként.